# Temple Shuanglin
Le temple Shuanglin (chinois : 双林寺 ; pinyin : shuānglín sì) est un temple bouddhiste situé dans la province du Shanxi, en Chine.

## Localisation
Le temple s'élève dans la campagne aux alentours du village de Qiaotou, à une distance d'environ sept kilomètres au sud-ouest de la ville ancienne fortifiée de Pingyao, site inscrit au patrimoine mondial de l'UNESCO en 1997.

## Le temple
Fondé au VIe siècle sous le nom de Zongdu, le temple reçoit le nom de Shuanglin au cours de la période de la dynastie des Song du Nord.

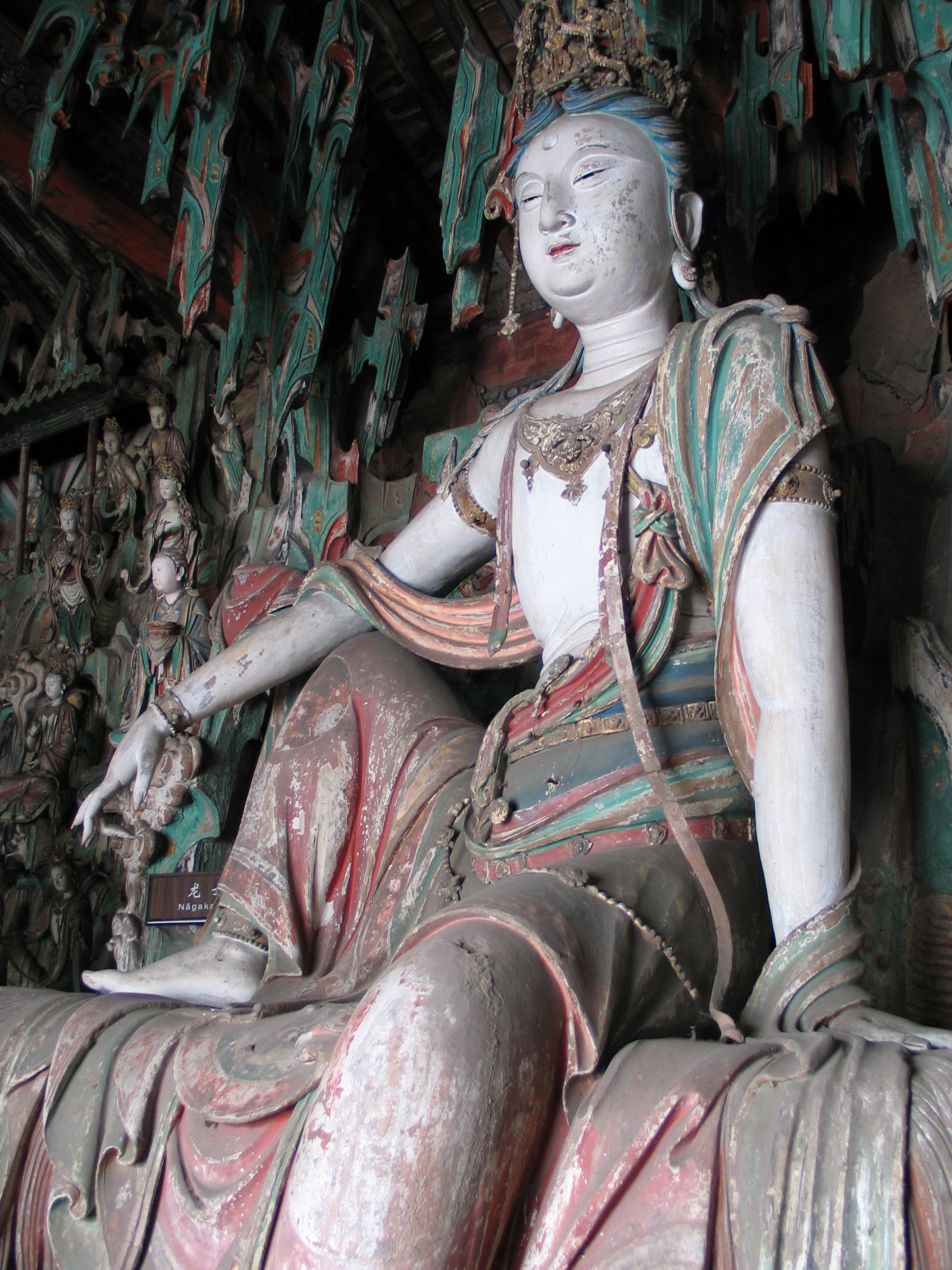
Bodhisattva.

Le temple est remarquable pour sa collection de plus de 2 000 statues d'argile décorées datées du XIIe au XIXe siècle, principalement des périodes des dynasties Song, Yuan, Ming et Qing.